# Бенсон, Зак
Зак Бенсон (англ. Zach Benson; род. 12 мая 2005, Чилливак, Британская Колумбия) — канадский хоккеист, нападающий клуба национальной хоккейной лиги «Баффало Сейбрз» (с 2023 года).

## Биография
Бенсон родился 12 мая 2005 года в Чилливаке, в Канаде.

## Клубная карьера
С 2020 года Бенсон выступал за Виннипег Айс в Западной хоккейной лиге. В составе этой команды за три проведённых сезона забил 71 шайбу и сделал 110 результативных передач.
В сезоне 2022/23 года Зак Бенсон занял третье место в WHL по результативности, забив 36 голов и набрав 98 очков в 60 играх, уступив своему соотечественнику, уроженцу Британской Колумбии, Коннору Бедарду.
28 июля 2023 года Бенсон подписал трехлетний контракт с «Баффало Сейбрз». 12 октября Бенсон дебютировал в НХЛ в матче против «Нью-Йорк Рейнджерс», в котором заработал первое удаление в НХЛ. 22 ноября 2023 года Бенсон забил свой первый гол в НХЛ, правда его команда уступила «Вашингтон Кэпиталз» в овертайме со счетом 3:4. В первом сезоне в НХЛ Зак сыграл в 71 матче и забил 11 шайб.

## Карьера в сборной
В августе 2022 года был вызван в сборную Канады до 18 лет для участия в Кубке Глинки/Гретцки, на котором канадцы отпраздновали победу. В активе Бенсона 5 игр, 2 заброшенные шайбы и 5 результативных передач.